# Jewish Museum of Australia

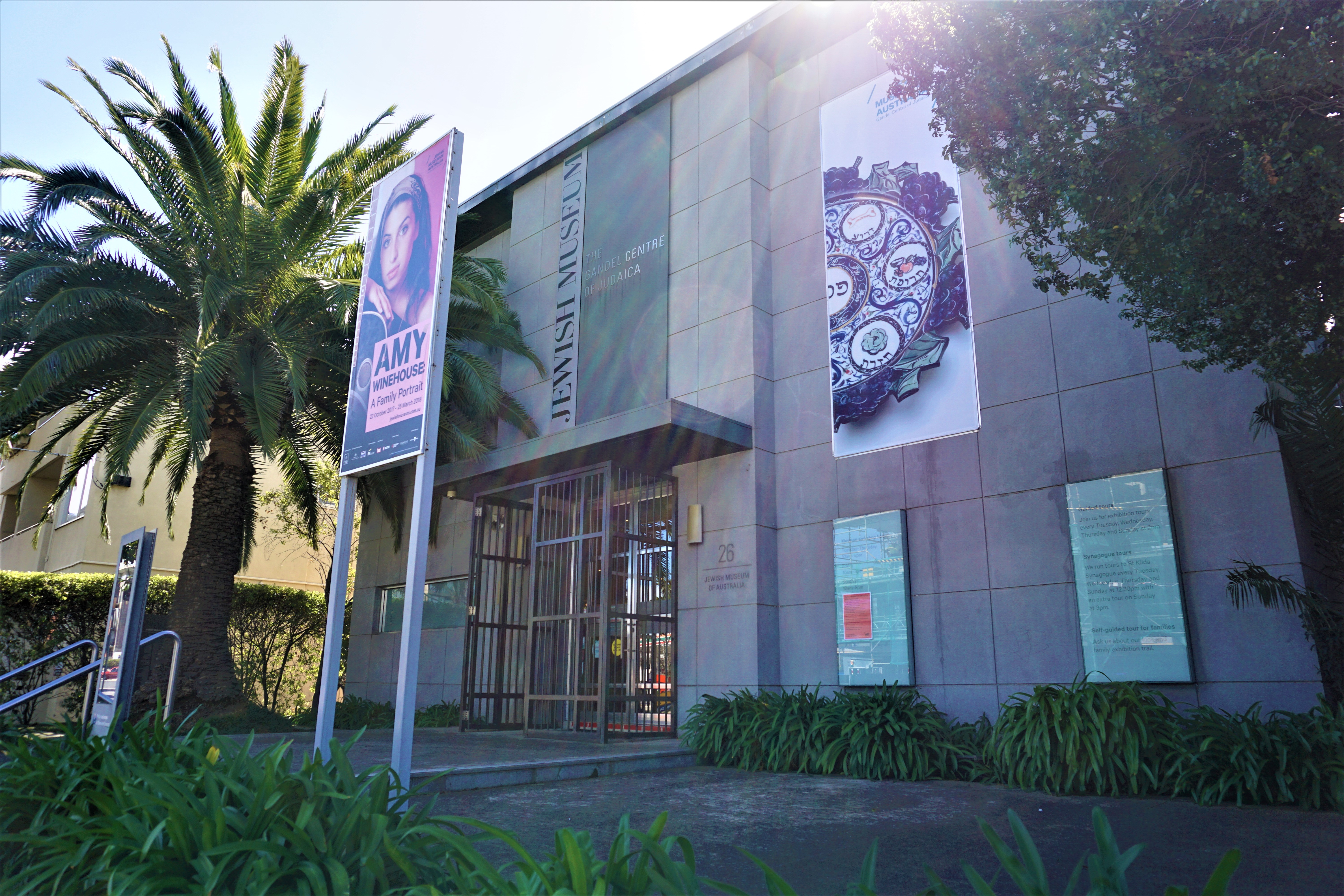
Museumseingang

Das Jewish Museum of Australia: Gandel Centre of Judaica in Melbourne wurde 1977 von einer Gruppe engagierter Freiwilliger unter der Leitung von Rabbi Ronald Lubofsky gegründet. Er kam 1957 nach Australien und leitete die jüdische Kongregation St. Kilda bis 1988. Sein Ziel war es, eine Einrichtung zur Entwicklung neuer Möglichkeiten zur Bewahrung und Pflege des jüdischen Kulturerbes ins Leben zu rufen.

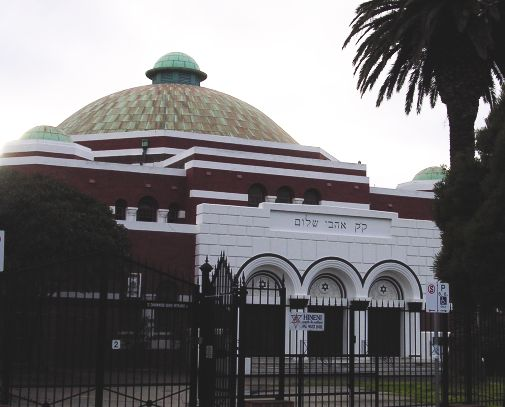
St Kilda Synagoge

Im Jahr 1982 lud eines der Gründungsmitglieder, June Helmer, ihren Bruder, den Generalgouverneur Zelman Cowen, ein, Schirmherr des Museums zu werden, kurz vor der Eröffnung der provisorischen Räumlichkeiten in den ungenutzten Klassenzimmern der Melbourne Hebrew Congregation in South Yarra. In den folgenden 13 Jahren wurden an diesem Standort über 40 Ausstellungen präsentiert, von denen mehrere landesweit gezeigt wurden und Branchenauszeichnungen erhielten.
Mit Unterstützung der Gemeinschaft konnte ein Gebäude gegenüber einer der schönsten Synagogen Melbournes, der St Kilda Hebrew Congregation, erworben werden. Am 20. August 1995 eröffnete der Generalgouverneur Bill Hayden das Jewish Museum of Australia: Gandel Centre of Judaica, benannt nach den Hauptförderern John und Pauline Gandel.
Seit 2008 ist das Jewish Museum of Australia Einsatzstelle des Österreichischen Gedenkdienstes.

## Sammlung
Das Jewish Museum of Australia verfügt über eine Sammlung, die seit einem halben Jahrhundert aufgebaut, erforscht und gepflegt wird. Mit über 20.000 Objekten ist es das größte Archiv der jüdischen Geschichte in Australien. Die Sammlung, die hauptsächlich durch Schenkungen der jüdischen Gemeinde erweitert wurde, umfasst historische und zeitgenössische Judaica, Kunstwerke, Fotografien, Textilien sowie Briefe, Tagebücher, Dokumente, Bücher und Alltagsgegenstände. Jedes dieser Objekte erzählt seine eigene Geschichte und spiegelt das Leben der Menschen wider, die es hergestellt, benutzt, gesammelt oder gespendet haben.
Die Sammlungen sind in fünf Abteilungen gegliedert:
- The Jewish Year: Dieses Sammelthema beleuchtet die Feste und Ereignisse, die regelmäßig im jüdischen Jahr stattfinden. Feste wie Pessach, Rosch Haschana, Chanukka und der wöchentliche Schabbat werden durch Gegenstände dargestellt, die bei den damit verbundenen Ritualen verwendet werden. Diese Gegenstände werden im Rahmen spezifischer Praktiken verwendet, die wöchentlich und jährlich stattfinden und wichtige heilige Tage markieren. Sie können im Haushalt oder in der Synagoge verwendet werden und haben eine zeremonielle, spirituelle und ästhetische Bedeutung. Dieser Sammlungsbereich ermöglicht auch einen Vergleich zwischen den verschiedenen jüdischen Gemeinschaften weltweit und im Laufe der Zeit in Bezug auf die Art und Weise, wie diese Anlässe markiert werden.
- Jewish History and People: Dieser Sammlungsbereich umfasst ein breites Spektrum an Objekten zur internationalen jüdischen Geschichte.
- Belief and Ritual: Das Judentum ist eine der ältesten monotheistischen Religionen und blickt auf eine fast 4.000-jährige Geschichte zurück. Es basiert auf einer Vielzahl von Glaubensinhalten, Ritualen, Prinzipien und Traditionen, die sich im Laufe der Jahrhunderte in verschiedenen Regionen und Gemeinschaften herausgebildet und weiterentwickelt haben. Ein wichtiger Teil der jüdischen Traditionen wird durch Ritualgegenstände, Texte und Textilien repräsentiert, die sowohl aus der Gegenwart als auch aus historischen Epochen stammen. Diese Objekte spielen eine zentrale Rolle in den religiösen Zeremonien des Judentums und bieten wertvolle Einblicke in die jüdische Kultur und Religion. Sie veranschaulichen, wie jüdische Bräuche das tägliche Leben beeinflussen, einschließlich der Essgewohnheiten und der Kleidung, sowie wichtige Lebensereignisse wie Hochzeiten, Geburten und Todesfälle. Die Sammlung zeigt auch, wie sich jüdische Rituale im Laufe der Zeit verändert haben. Diese Entwicklungen spiegeln unterschiedliche kulturelle Hintergründe, regionale Gemeinschaften und Grade der Orthodoxie wider. Die verschiedenen Strömungen des Judentums, die Teil der jüdischen Gemeinschaft in Australien sind, spiegeln sich in der Vielfalt der in der Sammlung vertretenen Ritualgegenstände wider. Der Fokus auf Ritualgegenstände veranschaulicht die Vielfalt des Judentums und zeigt, wie sich religiöse Praktiken je nach kulturellem Kontext und geografischer Region entwickeln und anpassen können.[3]
- Community, Culture and Identity: In diesem Sammlungsbereich werden Objekte gesammelt, die die Entwicklung jüdischer Identität zeigen und wie diese durch jüdische Institutionen und verschiedene Gemeindegruppen geschaffen und gestärkt wird. Neben dem traditionellen jüdischen Narrativ gibt es zahlreiche Praktiken, Werte und Organisationen, die die säkulare jüdische Gesellschaft und Kultur ausmachen. Dieser Sammlungsbereich umfasst Objekte und Materialien auf Papier, die sich auf politische, künstlerische und kommerzielle Entwicklungen, Bewegungen und Industrien beziehen, die sowohl im australischen als auch im internationalen Kontext wichtige Bestandteile der jüdischen Geschichte waren.
- Being Australian: Seit der Ankunft der ersten Flotte in Botany Bay im Jahr 1788 haben jüdische Menschen einen wichtigen Beitrag zum öffentlichen Leben Australiens geleistet – als Führungskräfte, Politiker, Soldaten, Aktivisten, Philanthropen, in der Wirtschaft und in der Kunst. Dieser Teil der Sammlung gibt einen Einblick in das, was die australische Gemeinde von anderen jüdischen Gemeinden auf der ganzen Welt unterscheidet und wie das Leben der Juden in Australien seit der Kolonialisierung beeinflusst wurde. Die Objekte, Kunstwerke und Dokumente gehen folgenden Fragen nach Was macht die jüdische Lebensweise und Gemeinschaft in Australien so einzigartig? Das Thema dieser Sammlung umfasst auch den historischen Hintergrund der australischen jüdischen Gemeinde mit besonderem Schwerpunkt auf Melbourne. Migrationsgeschichten werden in Briefen, Dokumenten und Objekten festgehalten und veranschaulichen die Kontinuität jüdischer Traditionen in Australien, die tiefe Verbindungen zu religiösen und kulturellen Praktiken sowie zum australischen Lebensstil widerspiegeln.[4]